# Canton de Bustanico
Le canton de Bustanico est une ancienne division administrative française, située dans le département de la Haute-Corse et la collectivité territoriale de Corse.

## Géographie
Ce canton, qui avait pour chef-lieu Sermano, était situé dans l'arrondissement de Corte (bleuté sur la carte de localisation). Son altitude variait de 6 m pour Giuncaggio à 1 766 m pour San-Lorenzo, avec une moyenne de 724 m.
Il comprenait tout ou partie de quatre pièvesns : la piève de Bozio, la partie orientale de la piève de Talcini appelée Mercurio, la piève de Vallerustie (ancien canton de San-Lorenzo) et la partie de la piève de Rogna qui est située en rive gauche du fleuve Tavignano (ancien canton de Piedicorte-di-Gaggio).

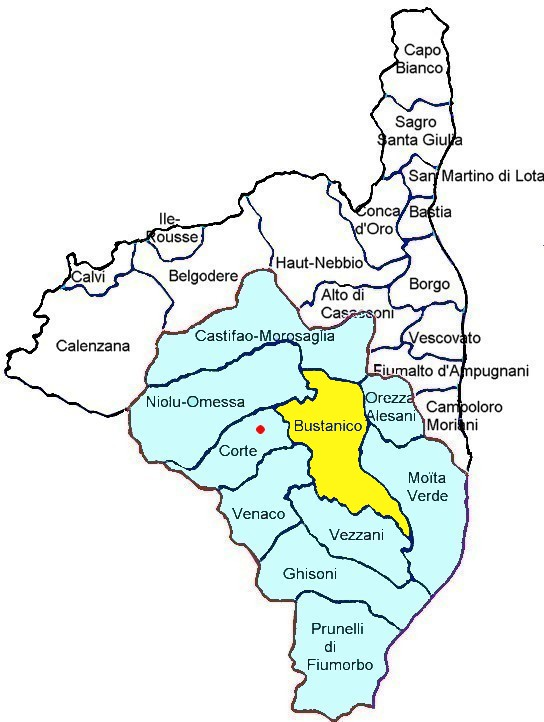
Localisation du canton de Bustanico

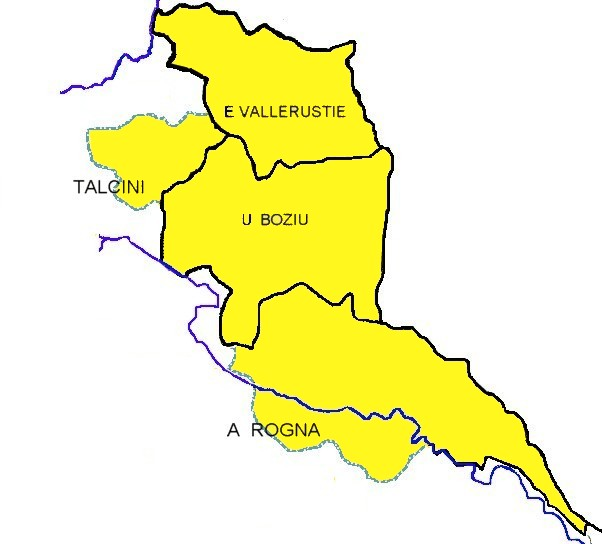
Canton de Bustanico : microrégions

## Histoire
Le canton est créé en 1973 par la fusion des cantons de Piedicorte-di-Gaggio, San Lorenzo et Sermano. Il est supprimé par le décret du 26 février 2014 qui entre en vigueur lors des élections départementales de mars 2015. Il est englobé dans les cantons de Ghisonaccia et de Golo-Morosaglia, créés en 2015.

## Représentation

### Conseillers généraux du canton de Sermano (1833-1973)
- De 1833 à 1848, les cantons d'Omessa, de Sermano et de Serraggio  avaient le même conseiller général. Le nombre de conseillers généraux était limité à 30 par département[2].

| Période                                  | Période           | Identité                                | Étiquette     | Qualité |
| ---------------------------------------- | ----------------- | --------------------------------------- | ------------- | --- |
| 1833                                     | 1839              | Biaggino Raffaelli                      |               | Propriétaire, juge de paix à Bastia |
| 1839                                     | 1848              | Régulus Carlotti (1808-1878),           |               | Docteur de la colonie pénitentiaire de St-Antoine Médecin à Corte et à Poggio-di-Venaco Conseiller municipal d'Ajaccio                                                    |
| 1848                                     | 1858              | Paul Mariani                            |               | Propriétaire à Sermano |
| 1858                                     | 1858 (annulation) | M. Tibérj                               |               | Chef de bureau à la Direction générale des Postes |
| 1858                                     | 1861              | Louis Jean-Baptiste Adriani (1818-1880) |               | Avocat à Corte puis Substitut du Procureur Impérial à Sartène |
| 1862                                     | 1867              | Régulus Carlotti                        |               | Médecin à Corte et agriculteur Directeur de la colonie horticole de Saint-Antoine                                                                                         |
| 1867                                     | 1871              | André Corteggiani                       |               | Avocat et avoué à Corte |
| 1871                                     | 1874              | Ludovic Tiberi                          |               | Propriétaire à Santa-Lucia-di-Mercurio |
| 1874                                     | 1880              | Louis Silvestre Gabrielli               | Droite        | Avocat, ancien magistrat, maire de Tralonca |
| 1880                                     | 1886              | M. Giuly                                | Républicain   | Président du Tribunal civil de Sartène |
| 1886                                     | 1919              | Thadée Gabrielli (fils de S.Gabrielli)  | GD            | Avocat à Corte puis Magistrat, propriétaire à Tralonca Député (1902-1909) - Sénateur (1909-1920)                                                                          |
| 1919                                     | 1928              | Jean-François Zuccarelli                |               | Médecin Maire de Santa-Lucia-di-Mercurio Ancien conseiller d'arrondissement                                                                                               |
| 1928                                     | 1932 (démission)  | Félix-Antoine Orsini                    | RG            | Nommé receveur buraliste à Nice-Port |
| 1932                                     | 1940              | Jules César Orsatelli                   | Rad.ind.      | Docteur en médecine à Corte, Président de l'association des anciens combattants du centre de la Corse Nommé membre de la Commission administrative départementale en 1941 |
|                                          |                   |                                         |               | |
| 1945                                     | 1973              | Jean Zuccarelli                         | Rad. puis MRG | Avocat, ancien résistant Député de Haute-Corse Maire de Santa-Lucia-di-Mercurio puis de Bastia Elu en 1985 dans le canton de Bastia-1                                     |
| Les données manquantes sont à compléter. |                   |                                         |               | |

### Conseillers d'arrondissement du canton de Sermano (de 1833 à 1940)
| Période                                  | Période      | Identité                               | Étiquette       | Qualité |
| ---------------------------------------- | ------------ | -------------------------------------- | --------------- | --- |
| 1833                                     | 1839         | Xavier (Saverio) Gabrielli (1800-1870) |                 | Propriétaire à Tralonca, ancien juge de paix                                                                |
| 1839                                     |              | Joseph-André Gabrielli                 |                 | Médecin à Tralonca                                                                                          |
|                                          |              |                                        |                 | |
| 1852                                     |              | Augustin Ruggeri                       |                 | Agent-voyer                                                                                                 |
|                                          |              |                                        |                 | |
| avant 1877                               |              | Barthélemy Falconetti                  |                 | |
|                                          |              |                                        |                 | |
| 1895                                     | 1919         | Jean-François Zuccarelli               |                 | Médecin, maire de Santa-Lucia-di-Mercurio                                                                   |
|                                          |              |                                        |                 | |
| 1907                                     |              | Antoine Orsatelli                      |                 | Maire de Favalello                                                                                          |
|                                          |              |                                        |                 | |
|                                          | 1933 (décès) | M. Venturini                           | RG              | |
| 1933                                     | 1937         | Marcel Orsatelli                       | Parti Pietri    | |
| 1937                                     | 1940         | P. de Zerbi                            | RG Parti Pietri | |
| 1940                                     |              |                                        |                 | Les conseils d'arrondissement ont été suspendus par la loi du 12 octobre 1940 et n'ont jamais été réactivés |
| Les données manquantes sont à compléter. |              |                                        |                 | |

### Conseillers généraux du canton de San Lorenzo (Saint-Laurent) (1833-1973)
- De 1833 à 1848, les cantons de Morosaglia et de Saint-Laurent (San Lorenzo) avaient le même conseiller général. Le nombre de conseillers généraux était limité à 30 par département[2].

| Période                                  | Période                                    | Identité                                 | Étiquette              | Qualité |
| ---------------------------------------- | ------------------------------------------ | ---------------------------------------- | ---------------------- | --- |
| 1833                                     | 1842                                       | Jean-Victor Saliceti (1780-1853)         |                        | Capitaine en réforme Propriétaire à Saliceto                                                                               |
| 1842                                     | 1848                                       | Pascal Colle (1791-1867)                 |                        | Capitaine en retraite Percepteur, maire de Morosaglia                                                                      |
| 1848                                     | 1852                                       | Charles-Laurent Angeli                   |                        | Administrateur et prêtre-desservant à Aiti                                                                                 |
| 1852                                     | 1858                                       | François Corteggiani                     |                        | |
| 1858                                     | 1864                                       | Fabien Paganelli de Zicavo (c.1812-1898) |                        | Rentier, avocat, banquier à Paris Propriétaire à Olmeta-di-Tuda                                                            |
| 1864                                     | 1871                                       | Charles-Dominique Ambrosi (1817-1887)    |                        | Médecin, notaire et propriétaire à Aiti                                                                                    |
| 1871                                     | 1877                                       | Jules-Pierre Salvarelli                  | Bonapartiste           | Greffier de la justice de paix                                                                                             |
| 1877                                     | 1883                                       | Chanoine Antoine-Marie Angeli            | Bonapartiste           | Ecclésiastique - Vicaire à Appietto Professeur au Petit Séminaire d'Ajaccio                                                |
| 1883                                     | 1884 (annulation)                          | Grégoire Moracchini                      | Républicain            | Juge de paix du canton de San Lorenzo                                                                                      |
| 1884                                     | 1887 (décès)                               | Charles Dominique Ambrosi                |                        | Médecin et notaire à Aiti                                                                                                  |
| 11 décembre 1887                         | 1888 (annulation)                          | M. Poli                                  |                        | |
| 1888                                     | 1904 (démission) (élu à Santa-Maria-Siché) | Emmanuel Arène (1856-1908)               | Républicain            | Journaliste Député (1881-1885, 1886-1904) - Sénateur (1904-1908) Président du Conseil Général (1888-1893, 1896, 1900-1908) |
| 1904                                     | 1907                                       | Vicomte Sebastiani                       |                        | Docteur en droit à Beauvais (Oise)                                                                                         |
| 1907                                     | 1919                                       | Don Philippe Moracchini                  | Républicain            | Docteur en médecine à Saint-Florent                                                                                        |
| 1919                                     | 1921 (annulation)                          | Max Agostini                             | RG                     | Maire de Lano |
| 1921                                     | 1925                                       | Max Agostini                             | RG                     | Maire de Lano |
| 1925                                     | 1931                                       | M. Angéli                                | RG                     | |
| 1931                                     | 1937                                       | Marc-Marie Agostini                      | Rad.                   | |
| 1937                                     | 1940                                       | M. Colombani                             | RG                     | Industriel |
|                                          |                                            |                                          |                        | |
| 1945                                     | 1973                                       | Etienne Moracchini                       | PCF puis Rad. puis MRG | Maire de San-Lorenzo (Haute-Corse)                                                                                         |
| Les données manquantes sont à compléter. |                                            |                                          |                        | |

### Conseillers d'arrondissement du canton de San Lorenzo (de 1833 à 1940)
| Période                                  | Période | Identité                    | Étiquette    | Qualité |
| ---------------------------------------- | ------- | --------------------------- | ------------ | --- |
| 1833                                     |         | Thomas Saliceti (1769-1855) |              | Maire de Saliceto                                                                                           |
|                                          |         |                             |              | |
| 1852                                     | 1864    | Pierre-Simon Agostini       |              | |
| 1864                                     | ap.1870 | Jules-Pierre Salvarelli     |              | Greffier, propriétaire à Lano                                                                               |
|                                          |         |                             |              | |
| av.1877                                  |         | Sarroch Sarrocchi           |              | |
|                                          |         |                             |              | |
|                                          | 1889    | Dominique Ciccoli           |              | Suppléant du juge de paix                                                                                   |
| 1889                                     |         | Pierre-Félix Moracchini     | Bonapartiste | Propriétaire à San-Lorenzo                                                                                  |
|                                          |         |                             |              | |
|                                          | 1940    | M. Venturini                |              | |
| 1940                                     |         |                             |              | Les conseils d'arrondissement ont été suspendus par la loi du 12 octobre 1940 et n'ont jamais été réactivés |
| Les données manquantes sont à compléter. |         |                             |              | |

### Conseillers généraux du Canton de Piedicorte (1833-1973)
- De 1833 à 1848, les cantons de Castifao et de Piedicorte avaient le même conseiller général. Le nombre de conseillers généraux était limité à 30 par département[2].

| Période | Période           | Identité                               | Étiquette     | Qualité                                                             |
| ------- | ----------------- | -------------------------------------- | ------------- | ------------------------------------------------------------------- |
| 1833    | 1848              | François Auguste Benedetti (1801-1876) |               | Propriétaire, juge de paix, maire de Corte (1830-1837)              |
| 1848    | 1864              | Jean Quilic Benedetti (1826-1898)      |               | Avocat à Corte puis Procureur Impérial du Tribunal civil de Sartène |
| 1864    | 1867              | Jacques-François Casanova (1829-1895)  |               | Lieutenant, Piedicorte-di-Gaggio                                    |
| 1867    | 1883              | Auguste Benedetti                      | Républicain   | Avocat puis magistrat, Piedicorte-di-Gaggio                         |
| 1883    | 1889 (décès)      | Georges Casanova                       | Républicain   | Médecin, Piedicorte-di-Gaggio                                       |
| 1889    | 1895 (décès)      | Pierre-Antoine Alessandri (1842-1895)  | Républicain   | Médecin de 1re classe de la Marine en retraite à Pietraserena       |
| 1895    | 1895 (annulation) | Jean-Charles Benedetti                 | Républicain   | Propriétaire à Corte                                                |
| 1895    | 1908              | Toto Palmesani                         | Républicain   | Maire de Piedicorte-di-Gaggio                                       |
| 1908    | 1910 (annulation) | Jean-Charles Benedetti                 | RG            | Propriétaire à Corte                                                |
| 1910    | 1940              | Jean-Pierre Antoniotti                 | RG            | Médecin, maire de Pietraserena                                      |
|         |                   |                                        |               |                                                                     |
| 1945    | 1956 (décès)      | Jean-Pierre Antoniotti                 | DVD           | Médecin, maire de Pietraserena                                      |
| 1956    | 1973              | Jean Corazzini                         | Rad. puis MRG | Docteur en médecine, maire de Pietraserena                          |

### Conseillers d'arrondissement du canton de Piedicorte (de 1833 à 1940)
| Période                                  | Période         | Identité                                   | Étiquette    | Qualité |
| ---------------------------------------- | --------------- | ------------------------------------------ | ------------ | --- |
| 1833                                     |                 | François Jean Thomas Benedetti (1795-1861) |              | Juge de paix, propriétaire à Corte, ancien magistrat                                                        |
|                                          |                 |                                            |              | |
| 1852                                     | 1861            | Dominique-Joseph Luccioni                  |              | Propriétaire à Piedicorte-di-Gaggio                                                                         |
| 1861                                     |                 | Jacob Paoli                                |              | Propriétaire à Altiani                                                                                      |
|                                          |                 |                                            |              | |
| avant 1877                               |                 | Jean-Baptiste Angelini                     |              | |
|                                          | 1890(démission) | M. Luccioni                                |              | |
| 1892                                     | 1898            | M. Alessandri                              |              | |
| 1898                                     |                 | M. Mariani                                 |              | |
|                                          |                 |                                            |              | |
| 1934                                     | 1940            | M. Ottaviani                               | Parti Pietri | Fonctionnaire colonial                                                                                      |
| 1940                                     |                 |                                            |              | Les conseils d'arrondissement ont été suspendus par la loi du 12 octobre 1940 et n'ont jamais été réactivés |
| Les données manquantes sont à compléter. |                 |                                            |              | |

### Conseillers généraux du Canton de Bustanico (1973-2015)
| Période | Période | Identité           | Étiquette                    | Qualité |
| ------- | ------- | ------------------ | ---------------------------- | --- |
| 1973    | 1988    | Étienne Moracchini | Radical puis MRG             | Maire de San Lorenzo |
| 1988    | 1994    | Joseph Campana     | MRG                          | Militaire, puis hôtelier et transporteur, ancien résistant FFI Maire d'Altiani (1959-2001), conseiller régional Ancien conseiller municipal de Cruseilles (Haute-Savoie) |
| 1994    | 2008    | Antoine Perinetti  | DVD                          | Maire de Bustanico |
| 2008    | 2015    | Dominique Vannucci | PS Socialistes et Apparentés | Maire de Pietraserena jusqu'en 2014 |

## Composition
Le canton de Bustanico comprenait 24 communes et comptait 1 639 habitants, selon le recensement de 2008 (population municipale).
| Communes                                                 | Population (2012) | Code postal | Code Insee |
| -------------------------------------------------------- | ----------------- | ----------- | ---------- |
| Aiti (Vallerustie)                                       | 32                | 20244       | 2B003      |
| Alando (Bozio)                                           | 27                | 20250       | 2B005      |
| Altiani (Rogna)                                          | 107               | 20270       | 2B012      |
| Alzi (Bozio)                                             | 17                | 20240       | 2B013      |
| Bustanico (Bozio)                                        | 64                | 20250       | 2B045      |
| Cambia (Vallerustie)                                     | 74                | 20244       | 2B051      |
| Carticasi (Vallerustie)                                  | 31                | 20244       | 2B068      |
| Castellare-di-Mercurio (Bozio)                           | 34                | 20250       | 2B078      |
| Erbajolo (Rogna)                                         | 109               | 20250       | 2B105      |
| Érone (Vallerustie)                                      | 6                 | 20244       | 2B106      |
| Favalello (Bozio)                                        | 43                | 20250       | 2B110      |
| Focicchia (Rogna)                                        | 40                | 20250       | 2B116      |
| Giuncaggio (Rogna)                                       | 64                | 20251       | 2B126      |
| Lano (Vallerustie)                                       | 22                | 20244       | 2B137      |
| Mazzola (Bozio)                                          | 25                | 20250       | 2B157      |
| Pancheraccia (Rogna)                                     | 173               | 20251       | 2B201      |
| Piedicorte-di-Gaggio (Rogna, ancien chef-lieu de canton) | 123               | 20251       | 2B218      |
| Pietraserena (Rogna)                                     | 75                | 20251       | 2B226      |
| Rusio (Vallerustie)                                      | 77                | 20244       | 2B264      |
| San-Lorenzo (Vallerustie, ancien chef-lieu de canton)    | 152               | 20244       | 2B304      |
| Sant'Andréa-di-Bozio (Bozio)                             | 87                | 20250       | 2B292      |
| Santa-Lucia-di-Mercurio (Talcini)                        | 89                | 20250       | 2B306      |
| Sermano (Bozio, ancien et actuel chef-lieu de canton)    | 75                | 20250       | 2B275      |
| Tralonca (Talcini)                                       | 93                | 20250       | 2B329      |

## Démographie
| 1975  | 1982  | 1990  | 1999  | 2006  | 2011  | 2012  |
| ----- | ----- | ----- | ----- | ----- | ----- | ----- |
| 2 041 | 1 755 | 1 409 | 1 510 | 1 617 | 1 581 | 1 569 |